# Рада січової старшини
Рада січової старшини, старшинська сходка — один з основних інститутів самоуправління Запорозької Січі з фактичним статусом дорадчого органу при кошовому отаманові. На Р.с.с. покладалися завдання вирішення нагальних поточних чи таємних справ, підготовки до розгляду на загальній раді Січі найважливіших питань, а також розробки механізму реалізації вже прийнятих раніше постанов. Як правило, Р.с.с. проходила поблизу куреня кошового отамана і скликалася за його ініціативою. До участі в ній запрошували військову старшину — кошового суддю, кошового писаря, кошового осавула, іноді — підосавула та обозного, а також — курінних отаманів та безурядову січову старшину («стариків»). Ухвали Р.с.с. справляли істотний вплив на позицію кошового отамана та на рішення загальної ради Запорозької Січі. Із плином часу значення Р.с.с. невпинно зростало. Особливо важливу роль Ради січової старшини відігравали в часи існування Нової Січі.